# Serie A1 1988-1989 (pallacanestro femminile)
Il campionato di Serie A1 di pallacanestro femminile 1988-1989 è stato il cinquantottesimo organizzato in Italia.
L'Enichem Priolo vince il suo primo titolo, battendo nella quarta gara di finale la Gemeaz Milano, che perde la sua sesta finale in sette campionati. Le campionesse uscenti della Primigi Vicenza si fermano ai quarti dei play-off, eliminati dalla Sidis Ancona.

## Stagione

### Novità
Nella stagione precedente Ginn. Triestina, Florence Pall. e Pallacanestro Avellino sono retrocesse in Serie A2. Il loro posto è stato preso dalle promosse Basket Cavezzo e Basket Bari, entrambe all'esordio in massima serie, e dal C.A. Faenza.

### Formula
Le sedici squadre partecipano ad un girone all'italiana, con partite di andata e ritorno. Le squadre classificatesi tra il primo e l'ottavo posto vengono ammesse ai quarti di finale dei play-off per lo scudetto, che vengono disputati al meglio delle tre partite, come le semifinali; le finali sono disputate al meglio delle cinque gare. Le ultime tre retrocedono in Serie A2.

## Stagione regolare

### Classifica
|  | Pos. | Squadra                    | Pt | G  | V  | P  | PtF  | PtS  |
|  | ---- | -------------------------- | -- | -- | -- | -- | ---- | ---- |
|  | 1.   | Gemeaz Milano              | 44 | 30 | 22 | 8  | 2305 | 2082 |
|  | 2.   | Primizie Parma             | 42 | 30 | 21 | 9  | 2358 | 2181 |
|  | 3.   | Enichem Priolo             | 42 | 30 | 21 | 9  | 2339 | 2153 |
|  | 4.   | Primigi Vicenza            | 42 | 30 | 21 | 9  | 2163 | 1972 |
|  | 5.   | Sidis Ancona               | 42 | 30 | 21 | 9  | 2490 | 2425 |
|  | 6.   | Perugini Viterbo           | 36 | 30 | 18 | 12 | 2432 | 2238 |
|  | 7.   | Omsa Faenza                | 34 | 30 | 17 | 13 | 2123 | 2105 |
|  | 8.   | Oece Cavezzo               | 30 | 30 | 15 | 15 | 2100 | 2161 |
|  | 9.   | Pool Comense               | 26 | 30 | 13 | 17 | 2194 | 2259 |
|  | 10.  | Unicar Cesena              | 26 | 30 | 13 | 17 | 2294 | 2249 |
|  | 11.  | Italmeco Bari              | 24 | 30 | 12 | 18 | 2039 | 2058 |
|  | 12.  | Gran Pane Palermo          | 24 | 30 | 12 | 18 | 2205 | 2331 |
|  | 13.  | Nuvenia Magenta            | 24 | 30 | 12 | 18 | 2306 | 2502 |
|  | 14.  | Felisatti Ferrara          | 18 | 30 | 9  | 21 | 2256 | 2429 |
|  | 15.  | Marelli Sesto San Giovanni | 16 | 30 | 8  | 22 | 2350 | 2557 |
|  | 16.  | Angstrom Busto Arsizio     | 10 | 30 | 5  | 25 | 2088 | 2340 |

Legenda:
      Campionessa d'Italia.
      Ammesse ai play-off scudetto.
 Rinuncia alla stagione successiva.
      Retrocessa in Serie A2 1989-1990.
Regolamento:
Due punti a vittoria, zero a sconfitta.
In caso di parità di punteggio, contano gli scontri diretti e la classifica avulsa.

## Play-off
|  | Quarti di finale | Quarti di finale | Quarti di finale | Quarti di finale | Quarti di finale |  |  | Semifinali     | Semifinali     | Semifinali     | Semifinali     | Semifinali     |    |    | Finale        | Finale        | Finale        | Finale | Finale | Finale | Finale |  |
|  |                  |                  |                  |                  |                  |  |  |                |                |                |                |                |    |    |               |               |               |        |        |        |        |  |
|  | 1                | Gemeaz Milano    | 74               | 68               | 63               |  |  |                |                |                |                |                |    |    |               |               |               |        |        |        |        |  |
|  | 8                | Oece Cavezzo     | 55               | 83               | 61               |  |  | Gemeaz Milano  | Gemeaz Milano  | 84             | 72             | 63             |    |    |               |               |               |        |        |        |        |  |
|  | 4                | Primigi Vicenza  | 89               | 102              | 65               |  |  | Sidis Ancona   | Sidis Ancona   | 86             | 70             | 62             |    |    |               |               |               |        |        |        |        |  |
|  | 5                | Sidis Ancona     | 93               | 83               | 66               |  |  |                |                |                |                |                |    |    | Gemeaz Milano | Gemeaz Milano | Gemeaz Milano | 63     | 78     | 43     | 74     |  |
|  | 2                | Primizie Parma   | 76               | 91               | 65               |  |  |                |                | Enichem Priolo | Enichem Priolo | Enichem Priolo | 74 | 70 | 56            | 79            |               |        |        |        |        |  |
|  | 7                | Omsa Faenza      | 71               | 98               | 55               |  |  | Primizie Parma | Primizie Parma | Primizie Parma | 87             | 86             |    |    |               |               |               |        |        |        |        |  |
|  | 3                | Enichem Priolo   | 64               | 65               | 86               |  |  | Enichem Priolo | Enichem Priolo | Enichem Priolo | 89             | 89             |    |    |               |               |               |        |        |        |        |  |
|  | 6                | Perugini Viterbo | 80               | 64               | 66               |  |  |                |                |                |                |                |    |    |               |               |               |        |        |        |        |  |

## Verdetti
- Campione d'Italia:  Enichem Priolo
Formazione:[4] Daniela Altamore, Annarita Anellino, Marilena Fugazzotto, Roberta Gitani, Elena Ingargiola, Mara Nimis, Susanna Padovani, Maria Puglisi, Regina Street, Pina Tufano, Maria Grazia Ursino, Sofia Vinci, Lynette Woodard. Allenatore: Santino Coppa.
- Retrocessioni in Serie A2: Marelli Sesto San Giovanni e Anstrom Busto Arsizio.
- La Felisatti Ferrara è ripescata al posto dell'Oece Cavezzo, che rinuncia all'iscrizione.